# Списак ратова у Европи
Следи списак ратова вођених на територији Европе. 

## Стара ера
- око 1104–900 Дорска најезда
- око 753–351 Римско-етрурски ратови
- око 753–494 Римско-сабињански ратови
- 743–724 Први месенијски рат
- 710–650 Лелантски рат
- око 700–601 рат Рима и Алба Лонге
- 685–668 Други месенијски рат
- 600–265 Грчко-пунски ратови
- 595–585 Први свети рат
- 540 Битка код Алалије
- 538–522 Поликратови ратови
- 500–499 Опсада Наксоса
- 499–449 Грчко-персијски ратови
- 499–494 Јонски устанак
- 492–490 Прва персијска инвазија на Грчку
- 482–479 Друга персијска инвазија на Грчку
- 460–445 Први пелопонески рат
- 449–448 Други свети рат
- 440–439 Самоски рат
- 431–404 Пелопонески рат
- 431-421 Архидамов рат
- 415-414 Сицилијанска експедиција
- 395–387 Коринтски рат
- 378-371 Беотијски рат
- 359-336 Филипова освајања
- 357-355 Савезнички рат
- 356-346 Трећи свети рат
- 349-348 Олинтски рат
- 343-341 Први самнитски рат
- 340-338 Латински рат
- 339-338 Четврти свети рат
- 335 Александрова балканска кампања
- 326-304 Други самнитски рат
- 323–322 Ламијски рат
- 319-315 Други рат дијадоха
- 315-311 Трећи рат дијадоха
- 298-290 Трећи самнитски рат
- 280–275 Пиров рат
- 267–261 Хремонидин рат
- 264–241 Први пунски рат
- 229–228 Илирски ратови
- 229-222 Клеоменов рат
- 220–219 Илирски ратови
- 218–201 Други пунски рат
- 214–205 Први македонски рат
- 205-200 Кретски рат
- 200–197 Други македонски рат
- 195 Лаконски рат
- 192-188 Сирски рат
- 191–189 Етолски рат
- 189 Галаћански рат
- 181-179 Први келтиберски рат
- 171–168 Трећи македонски рат
- 155-139 Лузитански ратови
- 155-133 Нумантински рат
- 150-148 Четврти македонски рат
- 146 Ахајски рат
- 135–132 Први устанак робова
- 113–101 Кимбријски рат
- 104–100 Други устанак робова
- 91–88 Савезнички рат у Риму
- 89-85 Први митридатски рат
- 88–87 Први римски грађански рат
- 83–72 Серторијски рат
- 82–81 Други римски грађански рат
- 73–71 Спартаков устанак
- 65–63 Помпејева кампања у Грузији
- 63–62 Катилинина завера
- 55–54 Цезарове инвазије Британије
- 58–51 Галски рат
- 49–45 Цезаров грађански рат
- 44–36 Сицилијански устанак
- 43 Битка код Мутине
- 43–42 Ослободилачки грађански рат
- 42 Мутински рат
- 41–40 Перузински рат
- 32–30 Завршни рат Римске републике

## 1-10. век
- 6-9 Панонски устанак
- 49–96 Римско освајање Британије
- 69 - Година четири цара
- 69-70 Батавски устанак
- 101-106 Дачки ратови
- 166-180 Маркомански ратови
- 193 Година пет царева
- 208–210 Римска инвазија на Каледонију
- 238 Година шест царева
- 284–285 Римски грађански рат
- 306–324 Грађански рат тетрархије
- 350–351 Римски грађански рат
- 360–361 Римски грађански рат
- 367–368 Велика завера
- 376–382 Готски рат
- 387–388 Римски грађански рат
- 394 Битка на Фригиду
- 482–484 Иберијско-персијски рат
- 526–532 Иберијски рат
- 535–554 Готски рат
- 541–562 Лазички рат
- 582–602 Маврикијева балканска кампања
- око 600–793 Фризијско-франачки ратови
- 629-1080 Византијско-арапски ратови
- 650–799 Хазарско-арапски рат
- 680–1355 Византијско-бугарски ратови
- 711–718 Маварско освајање Пиринејског полуострва
- 715–718 Франачки грађански рат
- 722–1492 Реконкиста
- 754-773 Франачко-лангобардски ратови
- 772–804 Саксонски ратови
- 791-795 Франачко-аварски ратови
- око 800/862–973 Мађарска инвазија Европе
- 830-ете Руска инвазија на Пафлагонију
- 839–1330 Српско-бугарски ратови
- 854–1000 Хрватско-бугарски ратови
- 860 Руско-византијски рат
- 865–878 Инвазија Велике поганске војске
- 907 Руско-византијски рат
- 914 Арапско-грузијски рат
- 939 Битка код Андернаха
- 941 Руско-византијски рат
- 955 Битка код Рекница
- 970–971 Руско-византијски рат (970—971)
- 977-978 Рат тројице Хенрија
- 982 Битка код Стила
- 983 Велики словенски устанак
- око 997–1445 Шведско-новгородски ратови

## 11. век
- 1002–1018 Немачко-пољски рат
- 1107-1108 Боемундов рат против Византије
- 1014–1208 Византијско-грузијски ратови
- 1015–1016 Пизанско-ђеновљанска инвазија на Сардинију
- 1015–1016 Кнутово освајање Енглеске
- 1018 Битка код Влардингена
- 1024 Битка код Листвена
- 1024 Руско-византијски рат
- 1043 Руско-византијски рат
- 1044 Битка код Менфеа
- 1050–1185 Византијско-нормански ратови
- 1057 Битка код Петрое
- 1065-1067 Рат тројице Санча
- 1066–1088 Норманско освајање Енглеске
- 1067–1194 Норманска инвазина на Велс
- 1073–1075 Саксонски устанак
- 1075 Побуна грофова
- 1077–1088 Велики саксонски устанак
- 1088 Устанак из 1188.
- 1096 Немачки крсташки рат
- 1097 Битка на Гвозду
- 1099-1204 Грузијско-селџучки ратови

## 12. век
- 1109 Битка за Глогов
- 1130–1240 Ера грађанског рата у Норвешкој
- 1135–54 Безакоње
- 1147-1242 Северни крсташки ратови
- 1159–1345 Ратови Гвелфа и Гибелина
- 1164 Битка код Верхена
- 1169–1175 Норманска инвазија на Ирску
- 1173–1174 Устанак 1173–1174
- 1185–1204 Устанак Асена и Петра
- 1198 Битка код Жисара

## 13. век
- 1202-1204 Четврти крсташки рат
- 1204-1261 Бугарско-латински ратови
- 1202–1204 Анго-француски рат
- 1208–1290 Ливонски крсташки рат
- 1209–1229 Катарски крсташки рат
- 1211 Устанак у Велсу
- 1213–1214 Анго-француски рат
- 1215–1217 Први баронски рат
- 1216–1222 Рат за шампањско наслеђе
- 1223–1241 Монголска инвазија Европе
- 1223–1480 Монголски напад на Русију
- 1224 Опсада Ла Рошела
- 1231–1233 Фризијско-дрентски рат
- 1234–1238 Грузијско-монголски рат
- 1239–1245 Телтовски рат
- 1242 Сплитско-трогирски рат
- 1256–1258 Рат за евбејско наслеђе
- 1256–1381 Млетачко-ђеновљански ратови
- 1256–1422 Фризијско-холандски ратови
- 1260 Битка код Кресенбруна
- 1260-1274 Велики пруски устанак
- 1262–1266 Шкотско-норвешки рат
- 1264–1267 Други баронски рат
- 1278 Битка на Моравском пољу
- 1282–1302 Рат Сицилијанске вечерње
- 1283–1289 Рат за лимбуршко наслеђе
- 1294-1303 Гијенски рат
- 1296-1302 Византијско-млетачки рат
- 1296–1357 Шкотски ратови за независност
- 1297-1305 Фландријски рат за независност
- 1298 Битка код Голхејма

## 14. век
- 1311–1312 Устанак мајора Алберта
- 1321–1328 Грађански рат двојице Андроника
- 1322 Битка код Блиске
- 1323–1328 Сељачки устанак у Фландрији
- 1330 Битка код Велбужда
- 1324 Сенсардоски рат
- 1326–1332 Пољско-тевтонски рат
- 1337–1453 Стогодишњи рат
- 1340–1392 Галицијско-волинијски ратови
- 1340–1396 Бугарско-османски ратови
- 1341–1347 Грађански рат два Јована
- 1341-1364 Рат за бретонско наслеђе
- 1343–1345 Јурјевски ноћни устанак
- 1347–1352 Напуљска кампања Луја Великог
- 1356–1358 Жакерија
- 1356–1375 Рат два Петра
- 1362 Битка код Хелсингборга
- 1366–1369 Кастиљски грађански рат
- 1366–1526 Османско-угарски сукоби
- 1369–1370 Први Фердинандов рат
- 1371–1913 Српско-турски ратови
- 1371–1381 Рат Кјође
- 1372–1373 Други Фердинандов рат
- 1373–1379 Византијски грађански рат 1373–1379
- 1375–1378 Рат осам светаца
- 1381 Сељачки устанак Вота Тајлера
- 1381–1382 Трећи Фердинандов рат
- 1381–1384 Литвански грађански рат
- 1381–1404 Други грузијско-монголски рат
- 1382 Устанак буздована
- 1382-1385 Велики пољски устанак
- 1383-1385 Португалска криза (1383—1385)
- 1389 Косовски бој
- 1389–1392 Литвански грађански рат
- 1395 Никопољски крсташки рат

## 15. век
- 1401–1429 Апензелски ратови
- 1402-1412 Грађански рат између Лазаревића и Бранковића
- 1407–1468 Грузијско-туркменски ратови
- 1409–1411 Пољско-литванско-тевтонски рат
- 1410–1435 Шлезвички рат
- 1413 Устанак кабошинаца
- 1414 Рат глади
- 1419–1434 Хуситски ратови
- 1422 Пољско-тевтонски рат
- 1422 Битка код Арбеда
- 1425–1454 Ломбардски рат
- 1431–1435 Пољско-тевтонски рат
- 1438–1556 Руско-казански ратови
- 1440–1446 Циришки рат
- 1441 Битка код Самобора
- 1443–1444 Дуга војна / Варнински крсташки рат
- 1447–1448 Албанско-венецијански рат
- 1448 Косовски крсташки рат
- 1449–1453 Гентски устанак
- 1450 Кедов устанак
- 1451–1455 Наварски грађански рат
- 1453 Пад Цариграда
- 1453–1454 Морејски устанак
- 1454–1466 Тринаестогодишњи рат
- 1455–1485 Рат ружа
- 1456 Крсташки рат
- 1462–1472 Каталонски грађански рат
- 1463–1479 Млетачко-турски рат
- 1465–1468 Рат у Лијежу
- 1467–1479 Рат свештеника
- 1468–1478 Чешки рат
- 1470–1471 Данско-шведски рат
- 1470–1474 Англо-ханзеатски рат
- 1474-1479 Бургундски ратови
- 1475–1479 Рат за кастиљско наслеђе
- 1477–1488 Аустријско-мађарски рат (1477—1488)
- 1478 Корушки устанак
- 1482–1484 Ферарски рат
- 1485–1488 Луди рат
- 1487 Битка код Креволе
- 1492–1583 Московско-литвански ратови
- 1493 Битка на Крбавском пољу
- 1493–1593 Стогодишњи хрватско-турски рат
- 1494–1495 Италијански рат (1494—1495)
- 1495–1497 Руско-шведски рат
- 1497 Корнишки устанак 1497
- 1497 Битка код Ротебра
- 1499 Швапски рат
- 1499-1503 Млетачко-турски рат (1499—1503)
- 1499–1504 Италијански рат (1499—1504)

## 16. век
- c. 1500–1854 Лекианоба
- 1502–1543 Гелдерски рат
- 1503–1505 Рат за наслеђе Ландсхута
- 1508–1516 Рат Камбрејске лиге
- 1509–1510 Пољско-молдавски рат
- 1510-1514 Хварска буна
- 1514 Битка код Чалдирана
- 1514 Сироти Конрад
- 1514 Устанак Ђерђа Доже
- 1514–1517 Саксонски феуд
- 1515 Словенски устанак
- 1515–1523 Фризијски сељачки устанак
- 1519–1521 Пољско-тевтонски рат
- 1520–1521 Устанак Комунероса
- 1521-1526 Италијански рат
- 1521–1523 Шведски рат за независност
- 1522–1523 Витешки устанак
- 1522–1559 Раз Хабзбурга и Валоа
- 1524–1525 Немачки сељачки рат
- 1526 Мохачка битка
- 1526-1530 Рат коњачке лиге
- 1526-1552 Аустријско-турски рат
- 1527-1528 Грађански рат у Угарској
- 1530-1552 Мали рат у Угарској
- 1534–1535 Минстерски устанак
- 1536-1538 Италијански рат
- 1537-1540 Млетачко-турски рат
- 1538-1557 Османско-португалски ратови
- 1540 Слани рат
- 1542–1543 Устанак Нилса Дацке
- 1546–1547 Шмалкалдски рат
- 1549 Кетов устанак
- 1549 Устанак молитвеника
- 1554 Вајатов устанак
- 1554–1557 Руско-шведски рат
- 1558–1583 Ливонски рат
- 1558-1566 Османско-португалски ратови
- 1562–1598 Хугенотски ратови
- 1563–1570 Северни седмогодишњи рат
- 1566-1568 Аустријско-турски рат
- 1566 Битка код Сигета
- 1568–1570 Руско-турски рат
- 1568–1648 Осамдесетогодишњи рат
- 1569–1570 Устанак севера
- 1570-1574 Млетачко-турски рат
- 1571-1574 Руско-турски рат
- 1573 Хрватско-словеначка сељачка буна
- 1580–1583 Рат за португалско наслеђе
- 1580-1589 Османско-португалски рат
- 1583–1588 Келнски рат
- 1585–1604 Англо-шпански рат
- 1588–1654 Холандско-португалски рат
- 1587–1588 Рат за пољско наслеђе
- 1587-1598 Рат тројице Анрија
- 1590–1595 Руско-шведски рат
- 1593 Битка код Сиска
- 1593–1606 Дуги рат
- 1594–1603 Деветогодишњи рат (Ирска)
- 1596–1597 Рат батине
- 1598–1599 Рат против Сигимунда

## 17. век
- 1600-1611 Пољско-шведски рат
- 1601-1661 Холандско-португалски рат
- 1605–1618 Пољско-московски рат
- 1606–1607 Болотников устанак
- 1609-1614 Рат за наслеђе Јулиха
- 1610–1617 Ингријски рат
- 1611–1613 Калмарски рат
- 1615–1618 Ускочки рат
- 1617-1629 Пољско-шведски рат
- 1618–1648 Тридесетогодишњи рат
- 1620–1621 Пољско-османски рат
- 1621-1625 Пољско-османски рат
- 1625-1630 Англо-шпански рат
- 1627–1629 Англо-француски рат
- 1628–1631 Рат за наслеђе Мантове
- 1632–1634 Смоленски рат
- 1635-1659 Шпанско-француски рат
- 1639–1653 Ратови три краљевства
- 1640–1668 Рат за обнову Португалије
- 1642-1651 Енглески грађански рат
- 1643-1645 Торстенсен рат
- 1645-1669 Кандијски рат
- 1648–1657 Хмељницкијев устанак
- 1648-1649 Фронда
- 1651–1986 Триста тридесет петогодишњи рат
- 1652-1654 Први англо-холандски поморски рат
- 1653 Швајцарски сељачки устанак
- 1654 Шведски рат за Бремен
- 1654-1660 Англо-шпански рат
- 1654–1667 Руско-пољски рат
- 1657-1658 Шведско-дански рат
  - 1658–1659 Руско-украјински рат
- 1655–1660 Други северни рат
- 1656 Битка код Вилмергена
- 1663–1664 Аустријско-турски рат
- 1665-1667 Други англо-холандски поморски рат
- 1666 Други бременски рат
- 1666–1671 Пољско-козачко-татарски рат
- 1667–1668 Деволуциони рат
- 1670–1671 Устанак Стењке Разина
- 1672-1674 Трећи англо-холандски поморски рат
- 1672–1678 Француско-холандски рат
- 1672–1673 Други ђеновљанско-савојски рат
- 1675–1679 Сканијски рат
- 1676-1681 Руско-турски рат
- 1683–1699 Бечки рат
- 1684-1669 Морејски рат
- 1685 Устанак Монмута
- 1688–1697 Рат за палатинско наслеђе
- 1689–1692 Први јакобитски устанак

## 18. век
- 1700 Литвански грађански рат
- 1700–1721 Нордијски рат
- 1701–1713 Рат за шпанско наслеђе
- 1703–1711 Устанак Ференца Ракоција
- 1707–1708 Булавинов устанак
- 1710-1711 Руско-турски рат
- 1714–1718 Турско-млетачки рат (1714—1718)
- 1715–1716 Јакобитски устанак из 1715.
- 1716–1718 Аустријско-турски рат
- 1718–1720 Рат четвороструке алијансе
- 1722–1723 Први руско-персијски рат
- 1727–1729 Англо-шпански рат
- 1733–1738 Рат за пољско наслеђе
- 1735–1739 Руско-аустријско-турски рат
- 1740–1748 Рат за аустријско наслеђе
- 1740–1763 Шлески ратови
- 1741–1743 Руско-шведски рат
- 1745–1746 Јакобитски устанак из 1745.
- 1756–1763 Седмогодишњи рат
- 1768–1772 Рат барске конфедерације
- 1768–1774 Руско-турски рат
- 1770 Орлов устанак
- 1774–1775 Пугачов устанак
- 1778–1779 Кромпирски рат
- 1787 Батавијски устанак
- 1787–1791 Аустријско-турски рат (1787—1791)
- 1787–1792 Руско-турски рат (1787—1792)
- 1790 Саксонски сељачки рат
- 1792 Пољско-руски рат (1792)
- 1792–1802 Француски револуционарни ратови
- 1794 Кошћушков устанак
- 1798 Ирски устанак 1798.
- 1798 Сељачки рат

## 19. век
- 1803 Ирски устанак (1803)
- 1803–1815 Наполеонови ратови
- 1804–1813 Први српски устанак
- 1804–1813 Трећи руско-персијски рат
- 1806-1812 Руско-турски рат
- 1807-1812 Англо-руски поморски рат
- 1807-1814 Англо-дански рат
- 1809 Пољско-аустријски рат
- 1812 Наполеонов поход на Русију
- 1814 Шведско-норвешки рат
- 1814 Хаџи-Проданова буна
- 1815 Напуљски рат
- 1815–1817 Други српски устанак
- 1817–1864 Кавкаски рат
- 1820-1823 Шпанска либерална револуција
- 1821–1832 Грчки рат за независност
- 1821 Влашки устанак
- 1826–1828 Четврти руско-персијски рат
- 1828–1829 Руско-турски рат (1828—1829)
- 1828–1834 Португалски грађански рат
- 1830 Белгијска револуција
- 1830 Јулска револуција
- 1830–1831 Новембарски устанак
- 1831 Канутова буна
- 1831–1832 Босански устанак
- 1831–1836 Рат десетине
- 1833–1839 Први карлистички рат
- 1833–1839 Албанска револуција (1833—1839)
- 1843–1844 Албанска револуција (1843—1844)
- 1846 Галицијски масакр
- 1846–1849 Други карлистички рат
- 1847 Албански устанак (1847)
- 1848–1849 Мађарска револуција 1848.
- 1848–1849 Српска револуција 1848.
- 1848–1851 Први шлезвички рат
- 1848–1871 Уједињење Италије
- 1853–1856 Кримски рат
- 1854 Епирски устанак
- 1861–62 Црногорско-турски рат (1862)
- 1863–1864 Јануарски устанак
- 1864 Други шлезвички рат
- 1866 Аустријско-пруски рат
- 1866–1869 Критски устанак
- 1870–1871 Француско-пруски рат
- 1872–1876 Трећи карлистички рат
- 1875–77 Невесињска пушка
- 1876–78 Српско-турски ратови (1876—1878)
- 1876–78 Црногорско-турски рат (1876—1878)
- 1877–1878 Руско-турски рат
- 1878 Епирски устанак (1878)
- 1885 Српско-бугарски рат (1885)
- 1897 Грчко-турски рат

## 20. век
- 1903 Илиндански устанак
- 1904–1908 Борба за Македонију
- 1905 Устанак у Лођу
- 1907 Румунски сељачки рат
- 1910 Албански устанак (1910)
- 1911–1912 Турско-италијански рат
- 1912–1913 Балкански ратови
  - 1912–1913 Први балкански рат
  - 1913 Други балкански рат
- 1914 Сељачки устанак у Албанији
- 1914–1918 Први светски рат
- 1916 Ускршњи устанак
- 1917–1921 Руски грађански рат
- 1917–1921 Украјинско-совјетски рат
- 1918 Грузијско-јерменски рат
- 1918 Грузијско-турски рат
- 1918 Фински грађански рат
- 1918–1919 Конфликт око Сочија
- 1918–1919 Пољско-украјински рат
- 1918–1919 Велики пољски устанак
- 1918–1920 Естонски рат за независност
- 1918–1920 Летонски рат за независност
- 1919 Мађарско-румунски рат (1919)
- 1919 Божићна побуна
- 1919–1922 Грчко-турски рат
- 1919–1923 Турски рат за независност
- 1919–1921 Силезански устанак
- 1919–1921 Пољско-совјетски рат
- 1919–1922 Ирски рат за независност
- 1920 Пољско-литвански рат
- 1920 Валонски рат
- 1921 Инвазија Црвене армије на Грузију
- 1922–1923 Ирски грађански рат
- 1924 Августовски устанак
- 1934 Аустријски грађански рат
- 1936–1939 Шпански грађански рат
- 1939 Словачко-мађарски рат
- 1939–1940 Зимски рат
- 1939–1945 Други светски рат
  - 1939 Инвазија на Пољску
  - 1939–1940 Зимски рат
  - 1940–1941 Грчко-италијански рат
  - 1941–1945 Источни фронт (Други светски рат)
  - 1941–1944 Настављени рат
  - 1944 Словачки национални устанак
- 1945–1949 Грчки грађански рат
- 1953 Побуна у Источној Немачкој
- 1956 Пољски октобар
- 1956 Мађарска револуција
- 1958 Бакаларски ратови
- 1959–2011 Баскијски конфликт
- 1968 Инвазија Варшавског пакта на Чехословачку
- 1970–1984 Године олова
- 1974 Турска инвазија Кипра
- 1988–1994 Рат за Нагорно-Карабах
- 1989 Румунска револуција 1989.
- 1991 Десетодневни рат
- 1991–1992 Рат у Јужној Осетији
- 1991–1993 Грузијски грађански рат
- 1991–1995 Рат у Хрватској
- 1992 Рат у Молдавији
- 1992–1993 Рат у Абхазији
- 1992–1995 Рат у Босни и Херцеговини
- 1993 Руска уставна криза 1993.
- 1994–1996 Први чеченски рат
- 1997 Немири у Албанији (1997)
- 1998–1999 Рат на Косову и Метохији
- 1998 Рат у Абхазији (1998)
- 1999 Инвазија на Дагестан
- 1999–2009 Други чеченски рат
- 1999–2001 Сукоби на југу Србије (1999—2001)

## 21. век
- 2001 Сукоби у Републици Македонији (2001)
- 2004-2013 Немири на Косову
  - Немири на Косову (2004)
  - Немири на Косову (2008)
  - 2011–2013 Криза на северу Косова и Метохије
- 2004 Криза у Аџарији
- 2006 Криза у Кодорију
- 2007–данас Грађански рат у Ингушетији
- 2008 Рат у Грузији (2008)
- 2013-данас Немири у Украјини
  - 2014 Кримска криза
  - 2014-данас Руска војна интервенција у Украјини
- 2014-данас Рат на истоку Украјине (2014)